# Comarca de Sangüesa
La Comarca de Sangüesa (Zangozerria en euskera y cooficialmente) es una de las doce comarcas en las que está dividida la Comunidad Foral de Navarra (España). Esta comarca está formada por 16 municipios y forma parte de la Merindad de Sangüesa.

## Geografía física

### Situación
La comarca se encuentra situada en la parte centro-oriental de la Comunidad Foral de Navarra dentro de la zona geográfica denominada Navarra Media Oriental, por ella discurre el curso del Río Aragón. La comarca tiene 664,20 km² de superficie y limita al norte con las comarcas de Prepirineo y Pirineo, al este con la provincia de Zaragoza y al sur y al oeste con la Zona Media.

## Municipios
La comarca de Sangüesa está formada por 16 municipios, que se listan a continuación con los datos de población, superficie y densidad correspondientes al año 2021 según el INE.
| Municipio                    | Población | Superficie | Densidad |
| ---------------------------- | --------- | ---------- | -------- |
| Romanzado (Erromantzatua)    | 187       | 91,69      | 2,04     |
| Yesa (Esa)                   | 288       | 22,95      | 12,55    |
| Eslava                       | 106       | 19,26      | 5,5      |
| Ezprogui                     | 43        | 46,55      | 0,92     |
| Gallipienzo (Galipentzu)     | 102       | 56,29      | 1,81     |
| Castillonuevo (Gazteluberri) | 18        | 26,34      | 0,68     |
| Lumbier                      | 1293      | 57,4       | 22,53    |
| Cáseda                       | 952       | 85,61      | 11,12    |
| Leache (Leatxe)              | 32        | 14,63      | 2,19     |
| Liédena                      | 316       | 19,28      | 16,39    |
| Lerga                        | 46        | 21,75      | 2,11     |
| Aibar (Oibar)                | 782       | 43,79      | 17,86    |
| Petilla de Aragón            | 30        | 27,55      | 1,09     |
| Javier                       | 125       | 46,7       | 2,68     |
| Sangüesa (Zangoza)           | 4872      | 69,8       | 69,8     |
| Sada                         | 136       | 12,67      | 10,73    |

## Administración
Los municipios que forman la comarca están integrados en la Mancomunidad de Sangüesa, un ente local supramunicipal que gestiona los servicios de abastecimiento y saneamiento de agua en alta, recogida y tratamiento de residuos urbanos y los servicios sociales de base.